# トリペプチド

図はトリペプチドの例でVal-Gly-Alaである。左側(緑)はN末端であり、アミノ基-N2Hを有する(図ではL-Valine)。右側(青)はC末端であり、カルボン酸-COOHを有する(図ではL-Alanine)。

トリペプチド（tripeptide）とは、ペプチド結合した3種のアミノ酸から構成されたペプチドである。アミノ酸の種類と配列順によって性質と機能が決まる。例えばグリシン(Gly)2個とアラニン(Ala)1個のトリペプチドでもGly-Ala-GlyとGly-Gly-Alaの2種類が生じる。そして、これらは性質も機能も大きく異なる。
以下にトリペプチドの例を示す。
- アイゼニン（英語: Eisenin） (pGlu-Gln-Ala-OH)は、アラメEisenia bicyclisから単離された。免疫活性を示す。
- GHK-Cu (Gly-L-His-L-Lys)はヒトの銅結合性ペプチドであり、銅ペプチドとも呼ばれる。皮膚の再生に効果があり、アンチエイジングのための美容製品に用いられる。
- グルタチオン (γ-L-Glu-L-Cys-Gly)は、動物の抗酸化物質である。
- イソロイシン-プロリン-プロリン (IPP（英語版）)は、アンジオテンシン変換酵素阻害剤である。乳製品に含まれる。
- ロイペプチン (N-アセチル-L-Leu-L-Leu-L-Arg)は、タンパク質分解酵素のカルパインの阻害剤である。
- メラノスタチン (Pro-Leu-グリシンアミド)は、視床下部で合成されるホルモンである。メラニン細胞抑制ホルモン(MSH)とも呼ばれる。
- オフタルミン酸（英語版）  (L-γ-Glu-L-α-アミノブチル-Gly)はグルタチオンの類似体である。眼の水晶体に見出される。
- ノルオフタルミン酸 (y-Glu-Ala-Gly)は、グルタチオンの類似体である。眼の水晶体に見出される。
- 甲状腺刺激ホルモン放出ホルモン(TRH、チロリベリン、プロチレリン) (L-ピログルタミル-L-His-L-プロリンアミド)は、脳下垂体前葉からの甲状腺刺激ホルモンとプロラクチンの放出を刺激するホルモンである。
- ACV (δ-(L-α-アジピン酸)-L-Cys-D-Val)は、抗生物質のペニシリンとセファロスポリンの前駆体である。